# Cúp bóng đá Nam Mỹ 2015 (Bảng A)
Bảng A của Copa América 2015 là một trong ba bảng ở Copa América 2015, gồm các đội Chile (chủ nhà), México (đội khách mời), Ecuador, và Bolivia. Các trận đấu của bảng diễn ta từ ngày 11 tháng 6 năm 2015 và kết thúc vào ngày 19 tháng 6 năm 2015.

## Các đội
| Nhóm | Đội tuyển | Số lần tham dự | Thành tích tốt nhất             | Xếp hạng FIFA  | Xếp hạng FIFA    |
| Nhóm | Đội tuyển | Số lần tham dự | Thành tích tốt nhất             | Tháng 10, 2014 | Bắt đầu giải đấu |
| ---- | --------- | -------------- | ------------------------------- | -------------- | ---------------- |
| A1   | Chile     | 37             | Á quân (1955, 1956, 1979, 1987) | 13             | 19               |
| A2   | México    | 9              | Á quân (1993, 2001)             | 17             | 23               |
| A3   | Ecuador   | 26             | Hạng tư (1959 (Ecuador), 1993)  | 27             | 31               |
| A4   | Bolivia   | 25             | Vô địch (1963)                  | 103            | 89               |

Ghi chú
1. ↑  Xếp hạng FIFA tháng 10 năm 2014 được sử dụng cho việc bốc thăm.

## Kết quả
| VT | Đội       | ST | T | H | B | BT | BB | HS | Đ | Giành quyền tham dự                 |
| -- | --------- | -- | - | - | - | -- | -- | -- | - | ----------------------------------- |
| 1  | Chile (H) | 3  | 2 | 1 | 0 | 10 | 3  | +7 | 7 | Giành quyền vào vòng loại trực tiếp |
| 2  | Bolivia   | 3  | 1 | 1 | 1 | 3  | 7  | −4 | 4 | Giành quyền vào vòng loại trực tiếp |
| 3  | Ecuador   | 3  | 1 | 0 | 2 | 4  | 6  | −2 | 3 |                                     |
| 4  | México    | 3  | 0 | 2 | 1 | 4  | 5  | −1 | 2 |                                     |

Ở tứ kết:
- Chile đối đầu với Uruguay (thứ 3 Bảng B).
- Bolivia đối đầu với Peru (thứ hai Bảng C).

## Các trận đấu
Giờ thi đấu tính theo giờ địa phương, (UTC−3).

### Chile v Ecuador
| Chile                          | 2–0      | Ecuador |
| ------------------------------ | -------- | ------- |
| Vidal 66' (ph.đ.) · Vargas 83' | Chi tiết |         |

| Chile | Ecuador |

| GK                      | 1  | Claudio Bravo (c) |           |     |
| RB                      | 4  | Mauricio Isla     |           |     |
| CB                      | 17 | Gary Medel        |           |     |
| CB                      | 18 | Gonzalo Jara      | 31'       |     |
| LB                      | 2  | Eugenio Mena      |           |     |
| RM                      | 20 | Charles Aránguiz  |           | 84' |
| CM                      | 21 | Marcelo Díaz      |           |     |
| LM                      | 8  | Arturo Vidal      |           |     |
| AM                      | 10 | Jorge Valdivia    |           | 67' |
| CF                      | 7  | Alexis Sánchez    |           |     |
| CF                      | 15 | Jean Beausejour   |           | 46' |
| Vào sân thay người:     |    |                   |           |     |
| FW                      | 11 | Eduardo Vargas    |           | 46' |
| MF                      | 14 | Matías Fernández  | 73' 90+2' | 67' |
| MF                      | 16 | David Pizarro     |           | 84' |
| Huấn luyện viên trưởng: |    |                   |           |     |
| Jorge Sampaoli          |    |                   |           |     |

| GK                      | 23 | Alexander Domínguez |     |     |
| RB                      | 4  | Juan Carlos Paredes |     |     |
| CB                      | 21 | Gabriel Achilier    |     |     |
| CB                      | 3  | Frickson Erazo      |     |     |
| LB                      | 10 | Walter Ayoví (c)    |     |     |
| CM                      | 6  | Christian Noboa     |     |     |
| CM                      | 14 | Osbaldo Lastra      | 41' | 67' |
| RM                      | 7  | Jefferson Montero   |     |     |
| AM                      | 8  | Miller Bolaños      |     |     |
| LM                      | 9  | Fidel Martínez      | 23' | 79' |
| CF                      | 13 | Enner Valencia      |     |     |
| Vào sân thay người:     |    |                     |     |     |
| MF                      | 15 | Pedro Quiñónez      |     | 67' |
| MF                      | 5  | Renato Ibarra       |     | 79' |
| Huấn luyện viên trưởng: |    |                     |     |     |
| Gustavo Quinteros       |    |                     |     |     |

| Cầu thủ xuất sắc nhất trận: Arturo Vidal (Chile) Trợ lý trọng tài: Hernan Maidana (Argentina) Juan Pablo Belatti (Argentina) Trọng tài thứ tư: Joel Aguilar (El Salvador) Trọng tài thứ năm: Ricardo Morgan (Jamaica) |

### Mexico v Bolivia
| México | 0–0      | Bolivia |
| ------ | -------- | ------- |
|        | Chi tiết |         |

| Mexico | Bolivia |

| GK             | 1  | Jesús Corona        |     |     |
| CB             | 3  | Hugo Ayala          |     |     |
| CB             | 4  | Rafael Márquez (c)  |     | 63' |
| CB             | 2  | Julio Domínguez     |     |     |
| RWB            | 15 | Gerardo Flores      | 89' |     |
| LWB            | 16 | Adrián Aldrete      |     |     |
| CM             | 6  | Javier Güemez       |     |     |
| CM             | 5  | Juan Carlos Medina  |     | 80' |
| AM             | 7  | Jesús Manuel Corona |     |     |
| CF             | 20 | Eduardo Herrera     |     | 60' |
| CF             | 19 | Matías Vuoso        |     |     |
| Substitutions: |    |                     |     |     |
| FW             | 9  | Raúl Jiménez        |     | 60' |
| MF             | 11 | Javier Aquino       |     | 63' |
| MF             | 10 | Luis Montes         |     | 80' |
| Manager:       |    |                     |     |     |
| Miguel Herrera |    |                     |     |     |

| GK             | 1  | Romel Quiñónez          |     |     |
| RB             | 2  | Miguel Hurtado          |     |     |
| CB             | 16 | Ronald Raldes (c)       |     |     |
| CB             | 22 | Edward Zenteno          |     |     |
| LB             | 4  | Leonel Morales          |     |     |
| RM             | 18 | Ricardo Pedriel         |     | 84' |
| CM             | 3  | Alejandro Chumacero     |     |     |
| CM             | 6  | Danny Bejarano          | 32' |     |
| LM             | 8  | Martin Smedberg-Dalence |     |     |
| AM             | 20 | Jhasmani Campos         |     | 70' |
| CF             | 9  | Marcelo Martins Moreno  |     |     |
| Substitutions: |    |                         |     |     |
| FW             | 10 | Pablo Escobar           | 88' | 70' |
| DF             | 17 | Marvin Bejarano         |     | 84' |
| Manager:       |    |                         |     |     |
| Mauricio Soria |    |                         |     |     |

| Man of the Match: Jesús Manuel Corona (Mexico) Trợ lý trọng tài: Rodney Aquino (Paraguay) Carlos Cáceres (Paraguay) Trọng tài thứ tư: Andrés Cunha (Uruguay) Trọng tài thứ năm: Carlos Pastorino (Uruguay) |

### Ecuador v Bolivia
| Ecuador                    | 2–3      | Bolivia                                                               |
| -------------------------- | -------- | --------------------------------------------------------------------- |
| Valencia 47' · Bolaños 80' | Chi tiết | Raldes 4' · Smedberg-Dalence 17' · Marcelo Martins Moreno 42' (ph.đ.) |

| Ecuador | Bolivia |

| GK                | 23 | Alexander Domínguez |     |     |
| RB                | 4  | Juan Carlos Paredes |     | 86' |
| CB                | 21 | Gabriel Achilier    |     |     |
| CB                | 3  | Frickson Erazo      | 43' |     |
| LB                | 10 | Walter Ayoví (c)    |     |     |
| CM                | 6  | Christian Noboa     |     |     |
| CM                | 15 | Pedro Quiñónez      | 38' | 46' |
| RM                | 9  | Fidel Martínez      |     | 46' |
| AM                | 8  | Miller Bolaños      |     |     |
| LM                | 7  | Jefferson Montero   |     |     |
| CF                | 13 | Enner Valencia      |     |     |
| Substitutions:    |    |                     |     |     |
| MF                | 5  | Renato Ibarra       |     | 46' |
| MF                | 11 | Juan Cazares        |     | 46' |
| FW                | 17 | Daniel Angulo       |     | 86' |
| Manager:          |    |                     |     |     |
| Gustavo Quinteros |    |                     |     |     |

| GK             | 1  | Romel Quiñónez          | 62' |     |
| RB             | 2  | Miguel Hurtado          | 45' |     |
| CB             | 16 | Ronald Raldes (c)       |     |     |
| CB             | 22 | Edward Zenteno          | 38' |     |
| LB             | 4  | Leonel Morales          |     |     |
| RM             | 18 | Ricardo Pedriel         |     | 57' |
| CM             | 3  | Alejandro Chumacero     |     |     |
| CM             | 6  | Danny Bejarano          |     |     |
| LM             | 8  | Martin Smedberg-Dalence |     |     |
| AM             | 11 | Damián Lizio            |     | 72' |
| CF             | 9  | Marcelo Martins Moreno  |     | 88' |
| Substitutions: |    |                         |     |     |
| DF             | 21 | Cristian Coimbra        |     | 57' |
| DF             | 17 | Marvin Bejarano         |     | 72' |
| MF             | 13 | Damir Miranda           |     | 88' |
| Manager:       |    |                         |     |     |
| Mauricio Soria |    |                         |     |     |

| Man of the Match: Romel Quiñónez (Bolivia) Trợ lý trọng tài: Garnet Page (Jamaica) Ricardo Morgan (Jamaica) Trọng tài thứ tư: Wilmar Roldán (Colombia) Trọng tài thứ năm: Alexander Guzmán (Colombia) |

### Chile v Mexico
| Chile                               | 3–3      | México                       |
| ----------------------------------- | -------- | ---------------------------- |
| Vidal 21', 54' (ph.đ.) · Vargas 41' | Chi tiết | Vuoso 20', 65' · Jiménez 28' |

| Chile | Mexico |

| GK             | 1  | Claudio Bravo (c) |     |     |
| CB             | 17 | Gary Medel        |     |     |
| CB             | 18 | Gonzalo Jara      |     |     |
| CB             | 3  | Miiko Albornoz    |     | 87' |
| RM             | 4  | Mauricio Isla     |     |     |
| CM             | 21 | Marcelo Díaz      |     | 71' |
| CM             | 20 | Charles Aránguiz  |     |     |
| LM             | 8  | Arturo Vidal      | 37' |     |
| AM             | 10 | Jorge Valdivia    |     |     |
| CF             | 11 | Eduardo Vargas    |     | 85' |
| CF             | 7  | Alexis Sánchez    |     |     |
| Substitutions: |    |                   |     |     |
| DF             | 2  | Eugenio Mena      |     | 71' |
| FW             | 9  | Mauricio Pinilla  | 90' | 85' |
| MF             | 15 | Jean Beausejour   |     | 87' |
| Manager:       |    |                   |     |     |
| Jorge Sampaoli |    |                   |     |     |

| GK             | 1  | Jesús Corona (c)       |     |     |
| CB             | 14 | Juan Carlos Valenzuela |     |     |
| CB             | 3  | Hugo Ayala             |     |     |
| CB             | 2  | Julio Domínguez        |     |     |
| RWB            | 15 | Gerardo Flores         |     |     |
| LWB            | 16 | Adrián Aldrete         |     | 71' |
| CM             | 5  | Juan Carlos Medina     |     | 64' |
| CM             | 6  | Javier Güemez          |     |     |
| AM             | 7  | Jesús Manuel Corona    | 76' | 77' |
| CF             | 19 | Matías Vuoso           |     |     |
| CF             | 9  | Raúl Jiménez           |     |     |
| Substitutions: |    |                        |     |     |
| MF             | 11 | Javier Aquino          |     | 64' |
| DF             | 13 | Carlos Salcedo         |     | 71' |
| MF             | 17 | Mario Osuna            |     | 77' |
| Manager:       |    |                        |     |     |
| Miguel Herrera |    |                        |     |     |

| Man of the Match: Arturo Vidal (Chile) Trợ lý trọng tài: César Escano (Peru) Johnny Bossio (Peru) Trọng tài thứ tư: José Argote (Venezuela) Trọng tài thứ năm: Rodney Aquino (Paraguay) |

### Mexico v Ecuador
| México              | 1–2      | Ecuador                    |
| ------------------- | -------- | -------------------------- |
| Jiménez 63' (ph.đ.) | Chi tiết | Bolaños 25' · Valencia 57' |

| Mexico | Ecuador |

| GK             | 1              | Jesús Corona (c)       |                |     |
| CB             | 14             | Juan Carlos Valenzuela |                |     |
| CB             | 3              | Hugo Ayala             | 17'            |     |
| CB             | 2              | Julio Domínguez        |                |     |
| RWB            | 15             | Gerardo Flores         |                |     |
| LWB            | 22             | Efraín Velarde         |                | 46' |
| RM             | 5              | Juan Carlos Medina     |                |     |
| CM             | 6              | Javier Güemez          |                | 52' |
| LM             | 7              | Jesús Manuel Corona    |                | 62' |
| CF             | 9              | Raúl Jiménez           |                |     |
| CF             | 19             | Matías Vuoso           |                |     |
| Substitutions: |                |                        |                |     |
| MF             | 11             | Javier Aquino          |                | 46' |
| MF             | 8              | Marco Fabián           | 54'            | 52' |
| FW             | 20             | Eduardo Herrera        | 86'            | 62' |
| Manager:       |                |                        |                |     |
| Miguel Herrera | Miguel Herrera | Miguel Herrera         | Miguel Herrera | 70' |

| GK                | 23 | Alexander Domínguez |       |       |
| RB                | 4  | Juan Carlos Paredes |       |       |
| CB                | 21 | Gabriel Achilier    |       |       |
| CB                | 2  | Arturo Mina         |       |       |
| LB                | 10 | Walter Ayoví (c)    |       |       |
| CM                | 6  | Christian Noboa     |       |       |
| CM                | 14 | Osbaldo Lastra      | 90+1' |       |
| RM                | 5  | Renato Ibarra       | 52'   | 78'   |
| AM                | 8  | Miller Bolaños      | 28'   |       |
| LM                | 7  | Jefferson Montero   |       | 90+2' |
| CF                | 13 | Enner Valencia      |       |       |
| Substitutions:    |    |                     |       |       |
| MF                | 11 | Juan Cazares        |       | 78'   |
| FW                | 9  | Fidel Martínez      |       | 90+2' |
| Manager:          |    |                     |       |       |
| Gustavo Quinteros |    |                     |       |       |

| Man of the Match: Miller Bolaños (Ecuador) Trợ lý trọng tài: Jorge Urrego (Venezuela) Cristian De La Cruz (Colombia) Trọng tài thứ tư: Enrique Cáceres (Paraguay) Trọng tài thứ năm: Carlos Cáceres (Paraguay) |

### Chile v Bolivia
| Chile                                                          | 5–0      | Bolivia |
| -------------------------------------------------------------- | -------- | ------- |
| Aránguiz 2', 65' · Sánchez 36' · Medel 78' · Raldes 85' (l.n.) | Chi tiết |         |

| Chile | Bolivia |

| GK             | 1  | Claudio Bravo (c) |  |     |
| RB             | 4  | Mauricio Isla     |  |     |
| CB             | 17 | Gary Medel        |  |     |
| CB             | 18 | Gonzalo Jara      |  | 70' |
| LB             | 15 | Jean Beausejour   |  |     |
| RM             | 20 | Charles Aránguiz  |  |     |
| CM             | 21 | Marcelo Díaz      |  |     |
| LM             | 8  | Arturo Vidal      |  | 46' |
| AM             | 10 | Jorge Valdivia    |  |     |
| CF             | 11 | Eduardo Vargas    |  |     |
| CF             | 7  | Alexis Sánchez    |  | 46' |
| Substitutions: |    |                   |  |     |
| FW             | 22 | Ángelo Henríquez  |  | 46' |
| MF             | 14 | Matías Fernández  |  | 46' |
| MF             | 16 | David Pizarro     |  | 70' |
| Manager:       |    |                   |  |     |
| Jorge Sampaoli |    |                   |  |     |

| GK             | 1  | Romel Quiñónez          |     |     |
| RB             | 14 | Edemir Rodríguez        |     | 46' |
| CB             | 16 | Ronald Raldes (c)       |     |     |
| CB             | 21 | Cristian Coimbra        | 63' |     |
| LB             | 4  | Leonel Morales          | 41' |     |
| CM             | 19 | Wálter Veizaga          |     | 46' |
| CM             | 3  | Alejandro Chumacero     | 72' |     |
| RM             | 10 | Pablo Escobar           |     | 61' |
| AM             | 18 | Ricardo Pedriel         |     |     |
| LM             | 8  | Martin Smedberg-Dalence |     |     |
| CF             | 9  | Marcelo Martins Moreno  |     |     |
| Substitutions: |    |                         |     |     |
| DF             | 17 | Marvin Bejarano         |     | 46' |
| MF             | 13 | Damir Miranda           |     | 46' |
| MF             | 11 | Damián Lizio            |     | 61' |
| Manager:       |    |                         |     |     |
| Mauricio Soria |    |                         |     |     |

| Man of the Match: Jorge Valdivia (Chile) Trợ lý trọng tài: Mauricio Espinosa (Uruguay) Carlos Pastorino (Uruguay) Trọng tài thứ tư: Sandro Ricci (Brasil) Trọng tài thứ năm: Fabio Pereira (Brasil) |